# PROBA-1
PROBA ou PROBA-1 (Project for On-Board Autonomy) est le premier d'une série de micro-satellites de l'Agence spatiale européenne à faible coût destiné à la mise au point de nouvelles technologies spatiales et des instruments scientifiques expérimentaux. Il a été mis en orbite en 2001.

## Caractéristiques techniques et charge utile
Le satellite d'une masse de 94 kg a la forme d'un cube de 60x60x80 cm. La structure est réalisée en nid d'abeilles d'aluminium. Le satellite est construit par un consortium industriel dirigé par la société belge Verhaert (devenue depuis QinetiQ Space).
La charge utile d'une masse de 25 kg est composée de huit instruments scientifiques. Par ailleurs six démonstrateurs technologiques (avionique, viseur d'étoiles) d'un poids de 30 kg sont embarqués.
Les principaux instruments sont :
- la caméra CHRIS de 18 mètres de résolution spatiale ;
- la caméra HRC (High Resolution Camera) compacte donnant des images en noir et blanc de 5 mètres de résolution spatiale.

PROBA teste un nouveau système de gestion embarqué qui lui permet de définir et exécuter de manière autonome les manœuvres qui lui permettent de réaliser les prises de vue demandées par la station au sol.

## Déroulement de la mission et résultats
Le développement du satellite a débuté mi-1998. Le satellite a été placé en orbite le 22 octobre 2001 par une fusée indienne PSLV-G tirée depuis la base de Sriharikota, en Inde. Le satellite circule sur une orbite héliosynchrone de 681 × 561 km avec une inclinaison orbitale de 97.9°. Il est contrôlé depuis la station de Redu, en Belgique.
En avril 2010 PROBA-1 a identifié la source du nuage de cendres qui a paralysé la circulation aérienne en Europe, avec l'acquisition en haute résolution depuis une altitude de 600 km, du volcan Eyjafjallajökull en Islande.
Le satellite, dont la durée de vie prévue était de 1 an, fonctionne toujours en octobre 2024, soit après 23 ans d'opérations.